# パリメトロ7号線
7号線（7ごうせん、フランス語: Ligne 7）は、パリ交通公団（RATP）の運営するフランスの首都パリを含むイル＝ド＝フランス地域圏のメトロ（地下鉄）路線の一つ。パリ郊外北東部ラ・クールヌーヴのラ・クールヌーヴ＝ユイ・メ・ミルヌフサンキャラントサンク駅と、パリ郊外南東部イヴリー＝シュル＝セーヌのメリー・ディヴリー駅、およびヴィルジュイフのヴィルジュイフ＝ルイ・アラゴン駅までを南北に結ぶ。1910年に開業。

## 概要
7号線はパリの東よりを南北に縦断する路線である。ただし中心部の右岸側では逆C字状に西へ蛇行しているため、同じく南北に縦断する4号線とは2ヵ所で交差している。パリ市南東部のメゾン・ブランシュ駅から南では2つに分岐している。パリのメトロ路線のうち、途中で分岐するのは7号線と13号線のみである。かつては北側でも2つに分岐していたが、現在では片方が7bis線として分離されている。
7号線は1910年にパリ中心部と北東部を結ぶ路線として開業した。1930年代にはセーヌ川を渡りパリ南東部へ延長された。セーヌ川のトンネルが完成するまでの短期間、左岸側の路線は10号線の一部として運行されていた。1980年代に南北とも郊外まで延長された。
7号線はメトロでもっとも駅数の多い路線である。

7号線の路線図

## 沿線概況
7号線北端のラ・クールヌーヴ＝ユイ・メ・ミルヌフサンキャラントサンク駅はパリ北東部郊外セーヌ＝サン＝ドニ県ラ・クールヌーヴ市のユイ・メ・ミルヌフサンキャラントサンク広場（1945年5月8日広場）の地下にある。ここから国道2号線の地下をほぼ一直線に南西方向に向かい、ポルト・ド・ラ・ヴィレット駅でパリ市に入る。この経路はかつてルテティア（パリ）とベルギカ（ベルギー）方面を結んでいたローマ街道の跡である。ポルト・ド・ラ・ヴィレットからそのまま南西に向かい、東駅で西に向きを変える。ここからパリ中心部の右岸側をC字状に半周し、オペラ広場（ガルニエ宮）、パレ・ロワイヤル広場、シャトレ駅などを経由する。ポンヌフ以東ではセーヌ川の川岸の地下を通る。サン・ルイ島の上流側でセーヌ川をトンネルで潜り、左岸を南下してパリ市南東部のメゾン・ブランシュ駅に至り、ここで2つの支線に分岐する。ヴィルジュイフ方面の支線はそのまま南下して市境を越え、ヴァル＝ド＝マルヌ県ヴィルジュイフ市のヴィルジュイフ＝ルイ・アラゴン駅に至る。イヴリー方面の支線は一旦東に曲がってブールヴァール・デ・マレショーの地下を進み、ポルト・ディヴリーで南東に曲がって市境を越え、イヴリー＝シュル＝セーヌ市のメリー・ディヴリー駅に至る。

## 歴史
1898年のメトロ整備計画では、7号線（H線）はパレ・ロワイヤル（現パレ・ロワイヤル＝ミュゼ・デュ・ルーヴル駅）からダニューヴ広場（現7bis線ダニューヴ駅）への路線とされていた。ただし用地の問題からパレ・ロワイヤル側の終点はルーヴル宮殿中庭のカルーセル広場に設けることになっていた。この計画ではルーヴルの地下を横切ることになっていたため、ルーヴル美術館や当時宮殿の一部を使用していた大蔵省の同意が得られず、1905年に市は計画を修正して終点をオテル・ド・ヴィル（現1号線オテル・ド・ヴィル駅）とした。さらに北側ではルイ・ブランからポルト・ド・ラ・ヴィレットまでの支線の建設と、ダニューヴからプレ・サン・ジェルヴェおよびプラス・ド・フェットへの延伸（現7bis線の経路）が決められた。1907年には南側をバスティーユ（現1、5、8号線バスティーユ駅）まで延伸することが決められた。
1910年にまずオペラ〜ポルト・ド・ラ・ヴィレット間が開業した。プレ・サン・ジェルヴェ方面の支線は採石場跡などでの難工事の影響で少し遅れた。1916年にはパレ・ロワイヤルまで延長された。オテル・ド・ヴィル方面への延伸はルーヴルをはじめとする歴史的建築物の基礎を避けることや、この地域には中世以来の遺跡が何層にも重なっていること、さらにセーヌ川沿いを通ることから浸水対策も必要であることから難工事となった。ポン・ヌフ〜ポン・ノートルダム（現シャトレ駅）間の一部では17世紀の水路跡のアーチがメトロのトンネルとして再利用されている。仮の終点とされたポン・マリーまで開通したのは1926年のことである。
一方現7号線の南半部はもともとオデオン（現10号線オデオン駅）とポルト・ディタリーあるいはポルト・ド・ショワジーを結ぶ路線として計画されたものである。結局7号線のバスティーユへの延伸は取りやめられ、セーヌ川を渡ってこの新路線と直通することになり、1931年にポルト・ディヴリーまで開通した。なおセーヌ川のトンネルが供用されるまでの短期間、プラス・モンジュ以南の区間は10号線カルディナル・ルモワール〜プラス・モンジュ間の連絡線を介して10号線の一部として運転されていた。
第二次世界大戦後には南側で市境を越えてメリー・ディヴリー（イヴリー市庁舎）にまで達した。一方北側では、ポルト・ド・ラ・ヴィレット方面とプレ・サン・ジェルヴェ方面の輸送量の差が問題となっていた。ポルト・ド・ラ・ヴィレットが北東部郊外へのバスターミナルとなったためである。このため1967年に輸送量の少ないプレ・サン・ジェルヴェ方面への直通運転を取りやめ、ルイ・ブラン〜プレ・サン・ジェルヴェ間を7bis線として分離した。
1980年代には北側でも郊外まで延伸され、また南側ではヴィルジュイフ方面への支線が建設された。

### 年表
- 1910年10月5日 - オペラ駅〜ポルト・ド・ラ・ヴィレット駅間開業。
- 1911年1月18日 - ルイ・ブラン駅〜プレ・サン＝ジェルヴェ駅間開業。
- 1916年7月1日 - オペラ駅〜パレ・ロワイヤル駅間延伸開業。
- 1926年4月16日 - パレ・ロワイヤル〜ポン・マリー駅間延伸開業。
- 1930年2月15日 - オデオン駅〜プラス・モンジュ駅〜プラス・ディタリー駅間が10号線の一部として延伸開業。
- 1930年3月7日 - 10号線プラス・ディタリー駅〜ポルト・ド・ショワジー駅間延伸開業。
- 1930年6月3日 - ポン・マリー駅〜ポン・シュリー駅間延伸開業
- 1931年4月26日 - ポン・シュリー駅〜プラス・モンジュ駅間開業。10号線プラス・モンジュ駅〜ポルト・ド・ショワジー駅間を7号線に移管。カルディナル・ルモワール駅〜プラス・モンジュ駅間の旅客営業廃止。同時にポルト・ド・ショワジー駅〜ポルト・ディヴリー駅間延伸開業。
- 1946年5月1日 - ポルト・ディヴリー駅〜メリー・ディヴリー間延伸開業。
- 1967年12月3日 - ルイ・ブラン駅〜プレ・サン・ジェルヴェ駅間を7bis線として分離。
- 1979年10月4日 - ポルト・ド・ラ・ヴィレット駅〜フォール・ドーベルヴィリエ駅間延伸開業。
- 1982年12月10日 - メゾン・ブランシュ駅〜ル・クレムラン＝ビセートル駅間開業。
- 1985年2月28日 - ル・クレムラン・ビセートル駅〜ヴィルジュイフ＝ルイ・アラゴン駅間延伸開業。
- 1987年5月6日 - フォール・ドーヴェルヴィリエ駅〜ラ・クールヌーヴ＝ユイ・メ・ミルヌフサンキャラントサンク駅間延伸開業。

## 車両

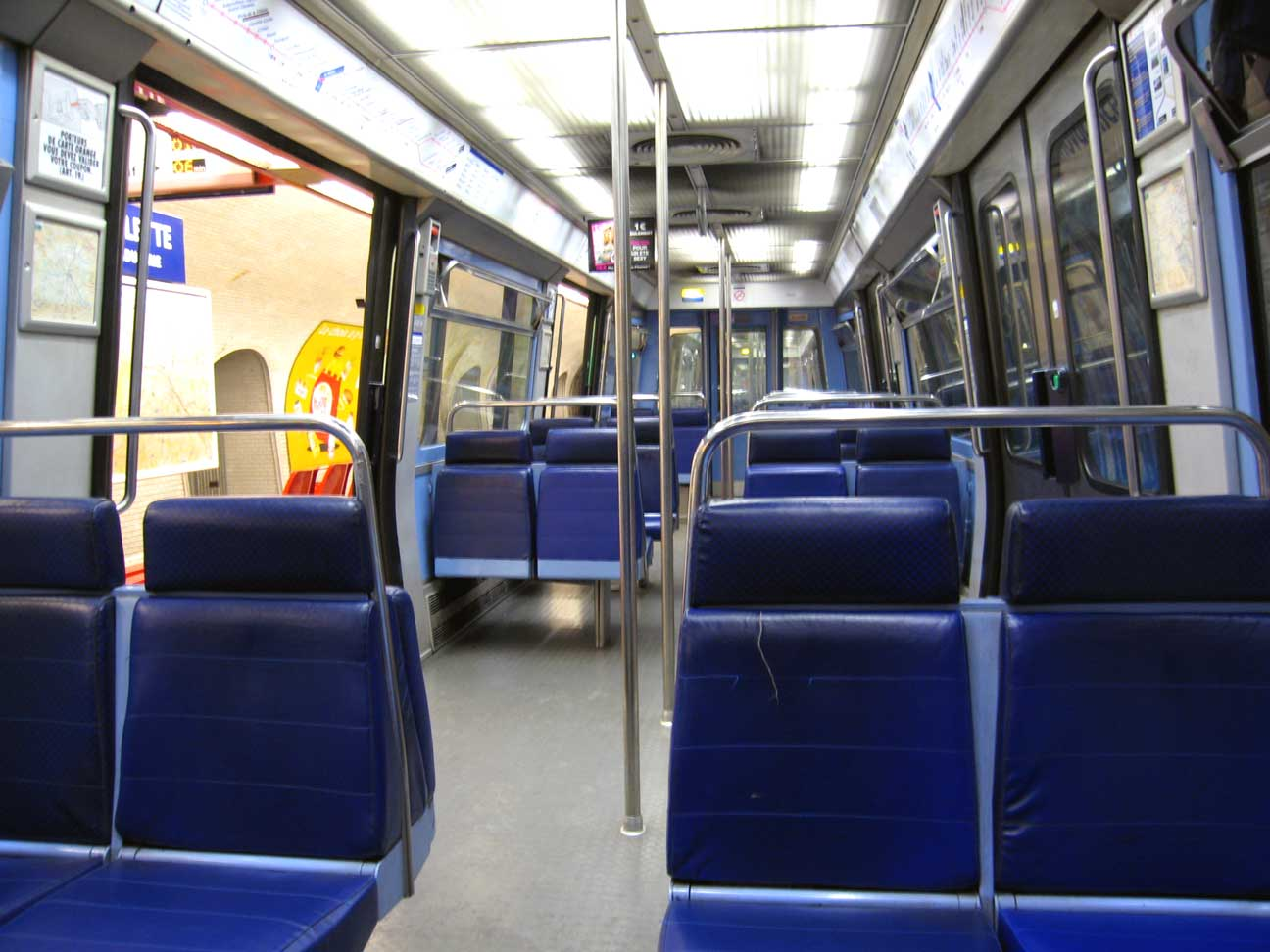
車内

1979年以降はMF77が使われている。5両編成で1、3、5両目が電動車である。7号線は途中で分岐しているため、側面にメリー・ディヴリー行かヴィルジュイフ方面行かを表示する装置がある。
車両基地はショワジー（Choisy）にあり、ポルト・ディヴリー駅南側から入線する。ショワジー車両基地は2、3、5、9、10、12、3bisの各線で用いられているMF67と7bis線用のMF88の改修を行う基地でもある。ただし7号線用のMF77の改修作業は4号線のサン＝トワン（Saint Ouen 発音例）車両基地で行われる。
メリー・ディヴリーへの延伸以前はポルト・ド・ラ・ヴィレット駅の西にあるパルク・ド・ラ・ヴィレット（Parc de la Villette）車両基地が使われていた。この基地は現在保線用車両の基地となっている。

## 駅一覧

### 本線・イヴリー方面
| 駅名                                                       | 駅名                                                         | 接続路線                                                                                                   | 所在地                     | 所在地                     |
| ---------------------------------------------------------- | ------------------------------------------------------------ | --- | -------------------------- | -------------------------- |
| ラ・クールヌーヴ＝ユイ・メ・ミルヌフサンキャラントサンク駅 | La Courneuve - 8 Mai 1945                                    | トラム： 1号線                                                                                             | ラ・クールヌーヴ           | ラ・クールヌーヴ           |
| フォール・ドーベルヴィリエ駅                               | Fort d'Aubervilliers                                         | | オーベルヴィリエ           | オーベルヴィリエ           |
| オーベルヴィリエ＝パンタン＝キャトル・シュマン駅           | Aubervilliers - Pantin - Quatre Chemins                      | | オーベルヴィリエ、パンタン | オーベルヴィリエ、パンタン |
| ポルト・ド・ラ・ヴィレット駅                               | Porte de la Villette （Cité des Sciences et de l'Industrie） | トラム： 3b線                                                                                              | パリ                       | 19区                       |
| コランタン・カリウー駅                                     | Corentin Cariou                                              | | パリ                       | 19区                       |
| クリメ駅                                                   | Crimée                                                       | | パリ                       | 19区                       |
| リケ駅                                                     | Riquet                                                       | | パリ                       | 19区                       |
| スターリングラード駅                                       | Stalingrad                                                   | メトロ： 2号線、 5号線                                                                                     | パリ                       | 10区、19区                 |
| ルイ・ブラン駅                                             | Louis Blanc                                                  | メトロ： 7bis線                                                                                            | パリ                       | 10区                       |
| シャトー・ランドン駅                                       | Château-Landon                                               | トランシリアン： J線（パリ東駅） フランス国鉄（パリ東駅）                                                  | パリ                       | 10区                       |
| 東駅 (ガール・ド・レスト)                                  | Gare de l'Est                                                | メトロ： 4号線、 5号線 RER： E線（マジャンタ駅） トランシリアン： P線（パリ東駅） フランス国鉄（パリ東駅） | パリ                       | 10区                       |
| ポワソニエール駅                                           | Poissonnière                                                 | | パリ                       | 9区、10区                  |
| カデ駅                                                     | Cadet                                                        | | パリ                       | 9区                        |
| ル・ペルティエ駅                                           | Le Peletier                                                  | | パリ                       | 9区                        |
| ショセ・ダンタン＝ラ・ファイエット駅                       | Chaussée d'Antin - La Fayette （Colonel Rol-Tanguy）         | メトロ： 9号線                                                                                             | パリ                       | 9区                        |
| オペラ駅                                                   | Opéra                                                        | メトロ： 3号線、 8号線 RER： A線（オーベール駅）                                                           | パリ                       | 2区、9区                   |
| ピラミッド駅                                               | Pyramides                                                    | メトロ： 14号線                                                                                            | パリ                       | 1区                        |
| パレ・ロワイヤル＝ミュゼ・デュ・ルーヴル駅                 | Palais-Royal - Musée du Louvre                               | メトロ： 1号線                                                                                             | パリ                       | 1区                        |
| ポン・ヌフ駅                                               | Pont-Neuf                                                    | | パリ                       | 1区                        |
| シャトレ駅                                                 | Châtelet                                                     | メトロ： 1号線、 4号線、 11号線、 14号線 RER： A線、 B線、 D線（シャトレ＝レ・アル駅）                     | パリ                       | 1区、4区                   |
| ポン・マリー駅                                             | Pont Marie （Cité des Arts）                                 | | パリ                       | 4区                        |
| シュリー・モルラン駅                                       | Sully - Morland                                              | | パリ                       | 4区                        |
| ジュシュー駅                                               | Jussieu                                                      | メトロ： 10号線                                                                                            | パリ                       | 5区                        |
| プラス・モンジュ駅                                         | Place Monge （Jardin des Plantes - Arènes de Lutèce）        | | パリ                       | 5区                        |
| サンシエ＝ドバントン駅                                     | Censier - Daubenton                                          | | パリ                       | 5区                        |
| レ・ゴブラン駅                                             | Les Gobelins                                                 | | パリ                       | 5区、13区                  |
| プラス・ディタリー駅                                       | Place d'Italie                                               | メトロ： 5号線、 6号線                                                                                     | パリ                       | 13区                       |
| トルビアック駅                                             | Tolbiac                                                      | | パリ                       | 13区                       |
| メゾン・ブランシュ駅                                       | Maison Blanche                                               | メトロ： 7号線（ヴィルジュイフ方面）、 14号線                                                              | パリ                       | 13区                       |
| ポルト・ディタリー駅                                       | Porte d'Italie                                               | トラム： 3a線                                                                                              | パリ                       | 13区                       |
| ポルト・ド・ショワジー駅                                   | Porte de Choisy                                              | トラム： 3a線、 9号線                                                                                      | パリ                       | 13区                       |
| ポルト・ディヴリー駅                                       | Porte d'Ivry                                                 | トラム： 3a線                                                                                              | パリ                       | 13区                       |
| ピエール・エ・マリー・キュリー駅                           | Pierre et Marie Curie                                        | | イヴリー＝シュル＝セーヌ   | イヴリー＝シュル＝セーヌ   |
| メリー・ディヴリー駅                                       | Mairie d'Ivry                                                | RER： C線（イヴリー＝シュル＝セーヌ駅）                                                                    | イヴリー＝シュル＝セーヌ   | イヴリー＝シュル＝セーヌ   |

- 全線各駅停車、快速運転はない。
- 全線を通して地下区間。

### ヴィルジュイフ方面
| 駅名                                             | 駅名                                                         | 接続路線                                | 所在地                     | 所在地                     |
| ------------------------------------------------ | ------------------------------------------------------------ | --------------------------------------- | -------------------------- | -------------------------- |
| メゾン・ブランシュ駅                             | Maison Blanche                                               | メトロ： 7号線（イヴリー方面）、 14号線 | パリ                       | 13区                       |
| ル・クレムラン＝ビセートル駅                     | Le Kremlin-Bicêtre                                           |                                         | ル・クレムラン＝ビセートル | ル・クレムラン＝ビセートル |
| ヴィルジュイフ＝レオ・ラグランジュ駅             | Villejuif - Léo Lagrange                                     |                                         | ヴィルジュイフ             | ヴィルジュイフ             |
| ヴィルジュイフ＝ポール・ヴァイヤン・クチュリエ駅 | Villejuif - Paul Vaillant-Couturier （Hôpital Paul Brousse） |                                         | ヴィルジュイフ             | ヴィルジュイフ             |
| ヴィルジュイフ＝ルイ・アラゴン駅                 | Villejuif - Louis Aragon                                     | トラム： 7号線                          | ヴィルジュイフ             | ヴィルジュイフ             |

- 全線各駅停車、快速運転はない。
- 全線を通して地下区間。